# بروون
بروون (به چکی: Beroun) یک منطقهٔ مسکونی و شهرستان دارای شهرک سابقاً روستا در جمهوری چک است که در ناحیه بروون واقع شده‌است. بروون ۱۹٬۱۴۵ نفر جمعیت دارد.

## خواهرخوانده
شهرهای Condega، گسلار، ریس‌ویک و Brzeg خواهرخوانده‌های بروون هستند.